# Unión Antisocialista
La Unión Antisocialista (en inglés, Anti-Socialist Union: ASU), posteriormente Unión Antisocialista y Anticomunista (en inglés, Anti-Socialist and Anti-Communist Union), fue un grupo de presión política británico que abogaba por el libre comercio y se oponía al socialismo. Estuvo activo de 1908 a 1949, aunque logró su apogeo con anterioridad a la Primera Guerra Mundial.

## Fundación
Compartía los mismos postulados económicos de laissez-faire que otras organizaciones de la época como la Liga para la Defensa de la Libertad y la Propiedad (Liberty and Property Defence League) y la Asociación por la Constitución Británica (British Constitution Association). La ASU fue fundada en 1908 por el editor del Daily Express R. D. Blumenfeld. Se autodefinía como organización apolítica, pero el grueso de su membresía provenía del Partido Conservador. La ASU hizo campaña en contra de las reformas sociales introducidas por los gobiernos liberales de Henry Campbell-Bannerman y H. H. Asquith, a las que tachó de iniciativas socialistas.

## Actividad
La Unión se mostró activa durante las campañas electorales británicas de enero y diciembre de 1910, en que algunos de sus actos y mítines derivaron en incidentes violentos. El activista laborista Keir Hardie fue, en ocasiones, blanco de sus acciones. Por esas fechas, el boletín de la ASU poseía una tirada de alrededor de 70 000 ejemplares, y contaba entre sus miembros con un joven Stanley Baldwin, futuro primer ministro. William Hurrell Mallock, Walter Long y Samuel Hoare fueron otros dirigentes destacados de la ASU en esta primera época.
Durante la Primera Guerra Mundial la actividad del grupo fue interrumpida, para ser retomada después bajo la nueva denominación Sociedad de Reconstrucción (Reconstruction Society) y convertirse finalmente en la Unión Antisocialista y Anticomunista (Anti-Socialist and Anti-Communist Union). Personalidades como Harold Laski y Maurice Dobb se convirtieron en blanco de sus ataques, mientras que la ASU también intentó encontrar vínculos entre el Partido Laborista y la Unión Soviética. Por entonces, la ASU luchaba a duras penas por mantener su influencia, dado que no poseía una estructura local y su papel había sido en buena medida usurpado por la denominada British Empire Union. A pesar de todo, la organización afirmaba que, entre 1918 y 1922, había organizado unos 10 000 actos.
A pesar de constituir expresamente un movimiento por el libre comercio, como consecuencia de su oposición al comunismo la ASU fue asociada con los grupos fascistas que emergían en los años 20. Bajo la presidencia del brigadier general R.B.D. Blakeney, los Fascistas Británicos (BF) mantuvieron vínculos con la ASU gracias a que varios miembros de esta procedentes de la carrera militar se unieron a BF. Destacadas figuras de la ASU como George Makgill, John Baker White y el propio Blumenfeld fueron relacionados con los Fascistas Británicos. Nesta Webster, ideóloga que militó en BF, fue también miembro de la ASU y autora de algunas de sus publicaciones. Así mismo, el presidente de la ASU era Wilfrid William Ashley, quien más tarde sería presidente de la germanófila y pronazi Anglo-German Fellowship. Harry Brittain, quien mantuvo una estrecha amistad con Joachim von Ribbentrop, perteneció al Comité Ejecutivo de la ASU.
En un intento de contrarrestar el creciente apoyo al socialismo por parte de sectores de la clase trabajadora, el grupo comenzó así mismo a apoyar algunas iniciativas vagamente corporativistas, tales como planes de participación en los beneficios para los trabajadores. Sin embargo, por lo general la ASU desautorizó el fascismo y no colaboró oficialmente con ninguna formación fascista.

## Disolución
El grupo continúo activo hasta 1949, año en que liquidó y transfirió sus activos a la Liga Económica del Reino Unido (Economic League).